# Aranha-do-mar
Os picnogônidos (Pycnogonida), também chamados pantópodes (Pantopoda), são uma classe de artrópodes conhecidos popularmente como aranhas-do-mar.
Estudos anatômicos e moleculares recentes posicionaram os picnogônides dentro dos Cheliceriformes. A maioria dos especialistas concluiu que provavelmente os picnogônidas apareceram como um ramo precoce da linhagem que deu origem aos quelicerados modernos, porém outros alteres os consideram aracnídeos altamente especializados.
Embora seja designados popularmente como aranhas, sua filogenia ainda permanece não muito clara, porém são tidos como aracnídeos por algumas sinapomorfias como as pernas unirremes, o método de alimentação por sucção do material liquefeito e os primeiros apêndices muito visíveis (pernas, pedipalpos e quilíforos).
As aranhas-do-mar são animais marinhos com distribuição cosmopolita, embora a maioria das cerca de 1300 espécies do grupo, dividido em 80 gêneros e 8 ou 9 famílias. Encontrados no Mar Mediterrâneo, no Mar das Caraíbas e nos Oceanos Antártico e Ártico. A dimensão das aranhas-do-mar varia entre alguns milímetros a cerca de 90 cm de diâmetro. Variando de tamanho entre as espécies.

## Aspectos Morfológicos
O corpo não é dividido em tagmas reconhecíveis como nos demais artrópodes. O corpo é reduzido e estreito. A sinapomorfia mais distintiva dos picnogônides, quando comparados aos demais artrópodes é a presença de gonóporos múltiplos, encontrado em algumas ou em todas as pernas locomotoras. Existem espécies polímeras nas quais apresentam mais de quatro pares de pernas locomotoras. As pernas locomotoras são originadas dos “pedestais” presentes no tronco, e estão arranjadas de forma radial em volta do corpo. O segmento mais posterior do corpo apresenta um tubérculo pós-dorsal, o qual pode ser um abdômen vestigial, ou opistossoma, que abriga o ânus.
Por otimização do espaço, há a extensão dos cecos gástricos e gônadas para dentro das pernas. Cada gônada possui um orifício de saída dos ovos.
São animais com geralmente de 4 a 6 pares de pernas.  As pernas locomotoras dos picnogonides apresentam nove segmentos.
Na região anterior da cabeça encontramos uma probóscide móvel e articulada e na extremidade distal, a boca. Possui um tubérculo também na região anterior onde encontramos os olhos, sendo no total quatro olhos medianos simples.
A região mais anterior do corpo também apresenta apêndices pares na forma de quelíforos (quelados ou não), palpos, primeiras pernas locomotoras e pernas ovígeras  (que são apêndices modificados que servem para acasalamento, transferência de ovos – fêmeas para machos – transporte e cuidado dos embriões pelos machos).
Os pedipalpos, estão ausentes em 3 famílias, possuem as mesmas funções que os demais aracnídeos como alimentação, limpeza do corpo e ainda função sensorial.
Encontram-se também algumas cerdas formando o conjunto dos órgãos sensoriais. Não apresentam estruturas respiratórias e excretórias. Os gases (excretos) podem ser difundidos pelo corpo (devido sua forma).

## Locomoção
A maioria dos picnogônides intertidais mais comuns são bastante sedentários e locomovem-se lentamente. Picnogônides bentônicos e de profundidades tendem a ser mais ativos, possuindo pernas mais longas e mais finas que as formas sedentárias. Algumas das formas bem grandes de profundidade podem depender mais de correntes lentas para carrega-los sobre o fundo. Alguns podem nadar, usando movimentos de pernas semelhantes aqueles usados para caminhar.

## Reprodução
Apresentam dimorfismo sexual e são ovígeros, isto é, possuem patas com a função de carregar e sustentar os ovos. Na ausência desses ovos servem para a limpeza do corpo. Normalmente ocorrem em indivíduos do sexo masculino.
A fecundação é externa. Não possui órgãos inoculadores, com isso libera os gametas na água. O macho que guarda os ovos até a sua eclosão. Ao eclodir nasce uma larva, que é denominada protoninfa (essas larvas também podem ser encontradas em cnidários e moluscos).

## Alimentação e Digestão
Os hábitos alimentares são ditados pela forma da probóscide e o alimento está limitado a materiais que podem ser sugados para dentro do trato digestivo. Mesmo assim, os picnogônides alimentam-se de uma grande variedade de organismos. Alguns se alimentam de algas, outros são dentritívoros mas a maioria é carnívoro, muitos são predadores de hidróides, poliquetas e outros pequenos invertebrados. Espécies que consomem outros animais geralmente utilizam três dentes revestidos de cutícula localizados no ápice da probóscide para perfurar o corpo de sua presa; então, eles sugam fluidos corpóreos e fragmentos de tecido. Alguns picnogônides que vivem sobre hidróides usam os quelíforos para arrancar pedaços do hospedeiro e levar até a abertura da probóscide. Entretanto, na maioria das espécies, os quelíforos não conseguem atingir o ápice da probóscide, e sua função na alimentação é questionável. A digestão é predominantemente intracelular. As células da parede do mesênteron e dos cecos incluem fagócitos que envolvem a matéria alimentar. Algumas dessas células realmente se desprendem da superfície do trato digestivo e fagocitam partículas alimentares enquanto derivam a luz do trato digestivo. Aparentemente essas células perdidas ligam-se novamente à parede do trato digestivo depois de terem "comido". Foi sugerido que após o reingresso na parede, essas células errantes primeiro passam seu conteúdo alimentar digerido para as células fixas na parede do trato digestivo e depois assumem uma função excretora, capturando resíduos metabólicos, soltando-se novamente e sendo eliminadas pelo ânus.

## Circulação, Trocas Gasosas e Excreção
Os picnogônides não apresentam órgãos especiais para trocas gasosas ou excreção. Os cecos digestivos e o Bauplan geral em conjunto apresentam uma grande relação superfície-volume, e a troca de gases e a eliminação de resíduos provavelmente ocorrem em grande parte por difusão através da parede do corpo e do trato digestivo. As células errantes especiais do trato digestivo podem auxiliar na excreção. O sistema circulatório inclui um coração alongado com óstios para a entrada de sangue, mas não apresentam vasos sanguíneos. Como nos outros artrópodes, o coração está localizado na porção dorsal, dentro de uma câmara pericárdica, que é separada da hemocele ventral através de uma membrana perfurada. O sangue deixa o coração  pela região anterior e percorre os espaços hemocelomáticos do corpo e dos apêndices. A contração do coração provoca um abaixamento de pressão dentro da câmara pericárdica dorsal, e, dessa forma, o sangue é puxado através das perfurações da membrana em direção ao coração. Com o relaxamento, o sangue flui através dos óstios para dentro da luz do coração.